# Trpasličí galaxie Fénix
Trpasličí galaxie Fénix je trpasličí nepravidelná galaxie (IAm), kterou v roce 1976 objevili astronomové Hans-Emil Schuster a Richard Martin West. Původně byla chybně považována za kulovou hvězdokupu.
Nachází se přibližně 1,44 milionu světelných let od Země v souhvězdí Fénixe a je součástí Místní skupiny galaxií.

## Vlastnosti
Trpasličí galaxie Fénix má dvě hlavní části. Centrální oblast obsahuje mladé hvězdy a je protáhlá ve směru východ–západ, zatímco vnější část galaxie, složená hlavně ze starých hvězd, je protáhlá sever–jih. Tato rozdílnost v populacích hvězd naznačuje složitou historii vzniku hvězd.
Západně od galaxie byla objevena oblast obsahující atomární vodík (H I region). Tato oblast má hmotnost přibližně 100 000 hmotností Slunce (10^5 M_☉) a radiální rychlost −23 km/s. Pravděpodobně je gravitačně vázána s trpasličí galaxií Fénix, pokud se potvrdí podobná rychlost obou struktur.
Galaxie má velmi nízkou metalicitu (chudou na prvky těžší než helium), což ukazuje, že se v ní nevystřídalo mnoho generací hvězd.

## Výzkum a objevy
Galaxii objevili v roce 1976 Hans-Emil Schuster a Richard Martin West. Ti ji původně označili za kulovou hvězdokupu. Pozdější výzkumy však ukázaly, že jde o trpasličí nepravidelnou galaxii.
V roce 2004 byla její vzdálenost zpřesněna na základě pozorování rudého posuvu. Pozorování radioteleskopy zároveň potvrdila přítomnost H I oblasti západně od galaxie, která je zajímavým místem pro možnou tvorbu nových hvězd.
Fotografii galaxie pořídil dalekohled VLT (Very Large Telescope) v roce 2018. Na snímku je patrná její asymetrická struktura a centrální oblasti s mladými hvězdami.

## Význam
Trpasličí galaxie Fénix je důležitým objektem pro výzkum vzniku a vývoje trpasličích galaxií. Studium mladých hvězd v centrální oblasti a přítomnosti atomárního vodíku pomáhá lépe pochopit procesy, které ovlivňují vznik a život galaxií v Místní skupině galaxií.
Ve srovnání s jinými nepravidelnými trpasličími galaxiemi, například Trpasličí galaxií v Sochaři, poskytuje galaxie Fénix jedinečný příklad interakce mezi hvězdným formováním a dynamikou plynného prostředí.